# نورمان شيبرد
نورمان شيبرد (بالإنجليزية: Norman Shepherd)‏ هو عالم عقيدة أمريكي، ولد في 1933.